# 東根市立第一中学校
東根市立第一中学校（ひがしねしりつ だいいちちゅうがっこう）は、山形県東根市に所在する公立中学校。東根市内の中学校の中では生徒数は一番多い中学校である。

## 沿革
- 1949年 - 東根町立東根第一中学校と東根町立東根第二中学校が統合して東根町立東根中学校が開校[2]
- 1958年 - 市制施行により東根市立東根中学校に校名変更
- 1961年 - 東根市立第一中学校に改称
- 1994年 - 生徒数増加に伴い東根市立神町中学校が分離開校する。
- 1995年 - 現在地に移転
- 2018年 - 全国健康づくり推進学校優良校受賞
- 2019年 - 創設70周年

## 学区
- 東根小学校、東根中部小学校学区
  - 学区内はさくらんぼ東根温泉や東根市役所が含まれる
- 小林
- 大林
- 平林
- 宮崎
- 一本木
- 四ッ谷
- 並松

## 校訓
英知・友情・健康

## 生徒数
| 年度 | 男子 | 女子 | 計  |
| ---- | ---- | ---- | --- |
| 2009 | 274  | 254  | 528 |
| 2008 | 274  | 244  | 518 |
| 2007 | 271  | 224  | 495 |
| 2006 | 267  | 208  | 475 |
| 2005 | 257  | 223  | 480 |
| 2004 | 264  | 254  | 518 |
| 2003 | 275  | 256  | 531 |
| 2002 | 274  | 260  | 534 |